# Montagnais (krater)
Montagnais – krater uderzeniowy u wybrzeży Nowej Szkocji w Kanadzie. Krater znajduje się na szelfie kontynentalnym, jest pokryty osadami.
Wiek krateru oceniany jest na 50,5 miliona lat (eocen). Powstał on w skałach osadowych.